# Okamatapati
Okamatapati ist eine Siedlung im Wahlkreis Okakarara in der Region Otjozondjupa im Nordosten Namibias. Okamatapati liegt etwa 90 Kilometer nordöstlich der Stadt Okakarara. Sie hat seit 2018 Anschluss an die Nationalstraße B14.
Okamatapati leitet sich vom Otjiherero-Wort Omutapati für Combretum hereroense ab.
Die Siedlung war in den 1960er Jahren im Rahmen des Odendaal-Plans ein wichtiger Siedlungsort der Herero im Hereroland.